# Fühlbare Wärme
Als fühlbare oder sensible Wärme bezeichnet man thermische Energie, die sich bei Zufuhr oder Abfuhr unmittelbar in Zu- oder Abnahme der Temperatur äußert.
Der Begriff wird vor allem noch in der Meteorologie und in der Versorgungstechnik als Abgrenzung gegenüber der latenten Wärme benutzt, die in der Thermodynamik als Umwandlungsenthalpie bezeichnet wird. Das Verhältnis zwischen fühlbarer und latenter Wärme wird Bowen-Verhältnis genannt.
Transportfaktoren der thermischen Energie sind unter anderem Wind, Konvektionen und Advektionen.